# Manciù
Manciù (lingua mancese: ᠮᠠᠨᠵᡠ, manju; cinese: 滿族T, 满族S, MǎnzúP), o anche Manchu, è il nome con il quale viene riconosciuta dopo il XVII secolo l'antica etnia degli Jurchi (in mongolo: Jürchen). Gli Jurchi affondano le proprie radici nel II millennio a.C. e oltre.
Attualmente questo gruppo fa parte dei 56 gruppi etnici riconosciuti ufficialmente dalla Repubblica Popolare Cinese. Sono originari della Manciuria, regione situata nel Nord-est della Cina attuale. Nel XVII secolo, i manciù sconfissero la dinastia Ming e fondarono la dinastia Qing. L'impero Qing fu presente in Cina fino al 1912, quando venne instaurata la Repubblica di Cina dopo la rivoluzione Xinhai.

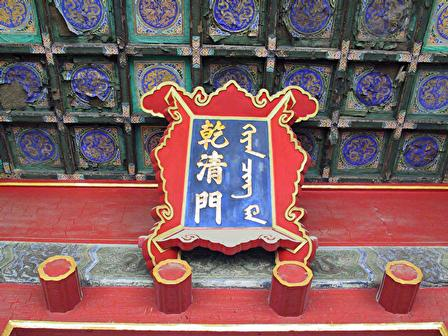
Placca commemorativa nella città di Pechino, in Cina; iscrizione in cinese a sinistra, e in lingua manciù a destra

I manciù vennero in seguito e in larga parte assimilati agli han, un processo che ha cambiato molte caratteristiche di entrambe le etnie. Il mancese è una lingua pressoché estinta, essendo parlata solo da piccoli gruppi di persone delle aree rurali nel Nord-est della Cina. Negli ultimi anni, comunque, c'è stato un ritorno di interesse verso la cultura manciù. I cinesi con antenati manciù oggi sono infatti moltissimi, anche se molti di loro si identificano come han. L'adozione di politiche favorevoli alle minoranze etniche (come ammissioni preferenziali all'università o opportunità di lavoro speciali) ha anche incoraggiato molti manciù a ritrovare la propria origine e identificarsi nel popolo originario della Manciuria.

## Origini

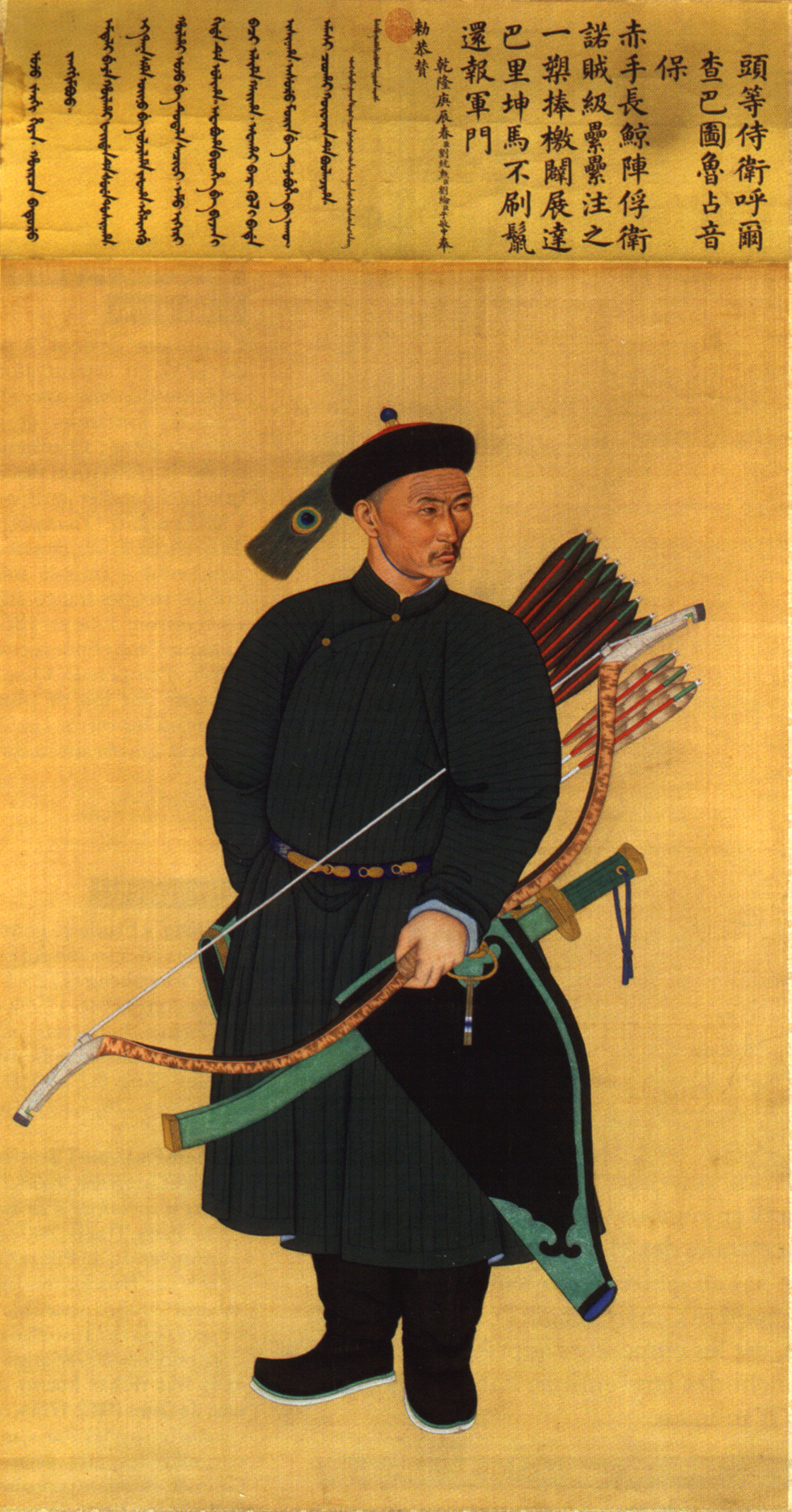
Membro della Guardia imperiale Manciù al tempo dell'imperatore mancese Qianlong, a. 1760

Secondo P. Huang gli antenati preistorici dei manciù furono, molto probabilmente, popoli stanziati nella valle del Fiume Giallo, nelle steppe della Mongolia, lungo le coste dell'Oceano Pacifico e nell'area attorno al lago Bajkal. I predecessori dei manciù erano gli jurchi, una popolazione le cui prime tracce nell'area risalgono al II - I millennio a.C. Il popolo I-lou dominò la regione dal 202 a.C. al 220 d.C. In seguito, nel V secolo, i Wu-chi e, nel VI secolo le tribù dei Mohe. Una delle tribù Mohe, verosimilmente la tribù heishui, divenne capostipite degli jurchi. I manciù sono i discendenti degli jurchi, i quali nel XII secolo, conquistarono una vasta area nel Nordest dell'Asia fondando la dinastia Jīn (letteralmente la dinastia Dorata). Tutto questo sotto il comando del clan Wanyan che regnò sulla Manciuria e su metà della Cina settentrionale, fino a che non venne conquistato e distrutto dai mongoli di Gengis Khan. Il nome manciù fu ufficialmente adottato nel 1635 da Nurhaci degli jurchen dello Jianzhou, sebbene esso fosse già in uso dal 1605. Nurhaci era originario dell'odierna Corea del Nord e nacque vicino alle Montagne Paektu/Changbai. Il figlio di Nurhaci, Hong Taiji, decise che gli jurchi avrebbero chiamato loro stessi manciù e rese proibito l'uso del nome jurchi.
La lingua manciù o mancese, fa parte del gruppo linguistico delle lingue tunguse, gruppo membro della discussa famiglia linguistica delle lingue altaiche. È stata avanzata l'ipotesi che il mancese abbia delle similitudini con il coreano, il mongolo e con il turco. L'originario significato di manchu non è stato ancora individuato in maniera definitiva, sebbene sembra derivi da un antico termine per indicare gli jurchen dello Jianzhou. Un'altra teoria afferma che il nome derivi dal Bodhisattva Mañjuśrī (il Bodhisattva della Saggezza), del quale Nurhaci asseriva di essere la reincarnazione. Un'ultima teoria è che i manciù, come altri popoli tungusi, abbiano preso il loro nome dalla parola *mangu(n) 'grande fiume', comune a molte lingue tunguse. Prima del XVII secolo gli antenati dei manciù erano generalmente pastori, cacciatori e pescatori e si dedicavano, in maniera limitata, all'agricoltura e all'allevamento dei maiali.

## Fondazione della dinastia Qing
Nel 1616 un leader manciù, Nurhaci (1559-1626) fondò la dinastia Hòu Jīn (後金) / Amaga Aisin Gurun, chiamata più semplicemente lo Stato di Manciù (manju gurun) e, unificate le tribù mancesi, stabilì (o almeno espanse) il sistema dei vessilli manciù, una struttura militare che faceva della sua forza l'"elasticità" delle truppe a differenza del "numero", caratteristica dell'esercito cinese. Nel 1636, il figlio di Nurhaci, Hong Taiji, riorganizzò lo Stato manciù includendo mongoli, coreani e cinesi cambiando fra l'altro il nome della nazione in "Dinastia Qing" e ufficialmente mutò il nome della nazionalità in manciù.
Successivamente Nurhaci conquistò l'area di Mukden (oggi Shenyang) e trasformò quest'ultima nella nuova capitale dell'Impero Qing nel 1621. Pechino fu catturata dai contadini ribelli di Li Zicheng nel 1644, ma ancor più difficile fu controllare l'intero territorio cinese. Molte furono le ribellioni, come ad esempio la «Rivolta dei Tre Feudatari» (sanfan zhi luan) mossa dall'imperatore Kangxi e soffocata soltanto nel 1681.
L'opera di conquista da parte della Dinastia Qing si dimostrò complessa perché in quegli anni era continuato il processo di dissolvimento della società divisa in ceti e che stava giungendo al termine con l'unificazione dei "cinesi" non grazie alla cultura (che aveva dato a lungo potere all'élite) ma grazie all'idea di razza.
Per motivi politici, i primi imperatori mancesi sposarono delle vedove discendenti delle famiglie dei Khan mongoli, in questo modo i loro successori (come l'imperatore Kangxi) sarebbero stati visti come legittimi eredi della mongola dinastia Yuan. Durante la dinastia Qing, il governo manciù fece grandi sforzi per preservare la cultura mancese così come la lingua mancese. Ma i loro tentativi risultarono abbastanza vani poiché gradualmente molti manciù adottarono la lingua e i costumi degli han e, fino al XIX secolo, il mancese parlato fu sempre meno usato a corte. Il mancese scritto invece, venne sempre utilizzato, soprattutto per mantenere le comunicazioni e i rapporti tra l'imperatore e gli ufficiali a comando dei "vessilli" fino al collasso della dinastia. Comunque l'amministrazione Qing mantenne sempre un carattere duale negli incarichi stabilendo che tutti gli "uffici" dello Stato dovevano essere composti contemporaneamente da un membro han e da un membro manciù. Nella pratica, a causa dell'esiguo numero di mancesi, tutte le più alte cariche statali erano occupate da funzionari han.
Durante gli ultimi anni della dinastia, i manciù vennero considerati dai nazionalisti cinesi, capeggiati da Sun Yat-Sen, come dei colonizzatori stranieri, anche se la Rivoluzione repubblicana era supportata da molti funzionari e ufficiali militari mancesi di stampo riformista. Questa immagine dei mancesi scomparve rapidamente dopo la rivoluzione del 1911 tanto che la nuova Repubblica Cinese incluse i manciù come parte integrante dell'identità nazionale del nuovo Stato.

## Divisione amministrativa
L'impero era chiamato dai cinesi "Regno di Mezzo" (Zhong guo) o "Celeste Impero" (Ta ching Kun). Verso la metà del XIX secolo era suddiviso in Regioni, 6 viceregni, 18 province e oltre 150 prefetture (Fu) con 179 città di prima classe.
1) Cina (Zhong guo)
- regno del Pei kiang
  - province del Pei Chihli ora Hebei (Pechino; 3 Fu), Shantong (10 Fu), Shansi (9 Fu)
- viceregno del Kiang nan
  - province del Kian su (8 Fu), Kiang hsi (13 Fu), Anhuei (9 Fu)
- viceregno dello Shen kiang
  - province del Fukien, Che kiang (10 Fu)
- viceregno del Ch'in kian
  - province dello Shensi (7 Fu), Kansu (9 Fu)
- viceregno dello Hu kuang
  - province dello Hupei (9 Fu), Hunan (9 Fu), Honan (9 Fu)
- viceregno del Kuang nan
  - province del Kuang tong (10 Fu), Kuang si (11 Fu)
- viceregno del Yun kuei
  - province dello Yunnan, Kueichou (13 Fu), Szechuan (8 Fu)

2) Manciuria (Manchou)
- - province militari di Chingking (Mukden/Shenyang), Kilin (Kirin), Saghalien Ula (Tsi tsi har)

3) Mongolia (Mengku) (1691)
- 24 "Bandiere" di khan vassalli: 8 manciù (1616), 8 mongole (1635), 8 cinesi (1643)
  - Mongolia interna: governo militare
  - Mongolia esterna: governi militari di Urga, Uliassutai, Kobdo, Tannu, Uriankhai

4) Tibet -Shisang/Bod (Lhasa)
5) Paesi tributari:
- Taiwan
- Ch'ing hai (Hsining), Ku-ku-nor
- Nepal
- Sikkim
- Bhutan
- Assam
- Birmania
- Siam
- Luang Prabang
- Annam
- Brunei
- isole Ryu Kyu
- isola Sulu
- Corea -Choson
- isole Lieu Kiou
- khanato di Kokand
- khanato di Kotan
- khanato di Yarkand
- khanato di Kashgar
- khanato di Kulgia
- khanato di Ili
- Kirghisi
- Kazachi
- khanato di Bokara
- Afgani
- Badhakhshan

## Manciukuò

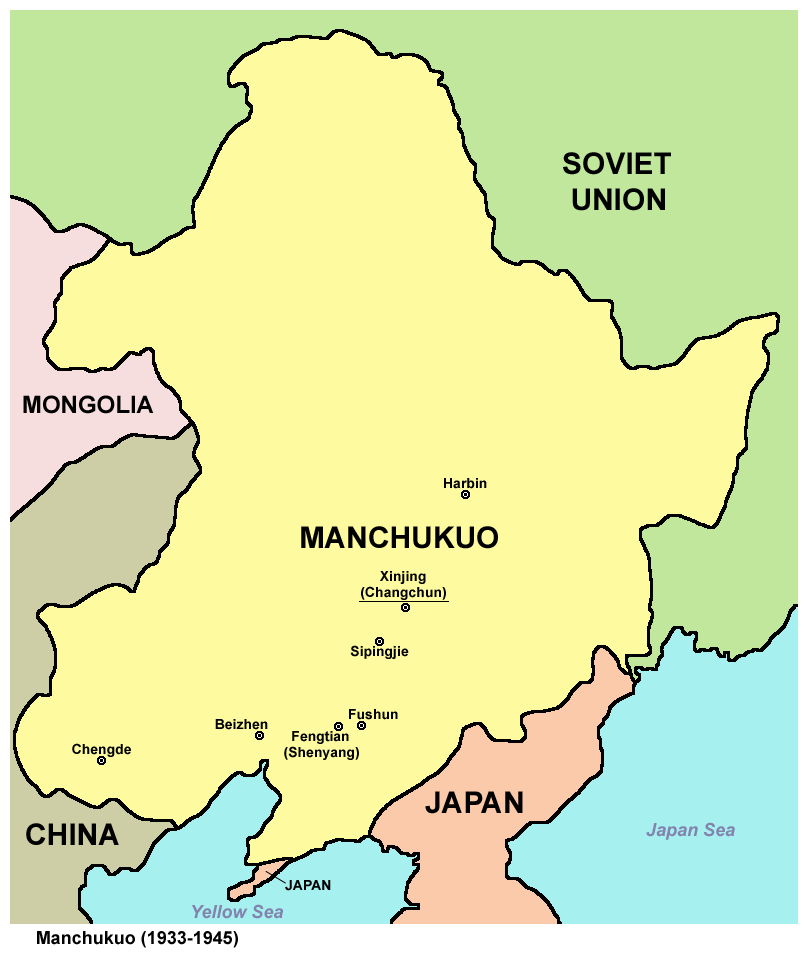
Mappa del Manciukuò

I giapponesi nel 1931, in Manciuria, crearono uno Stato fantoccio conosciuto con il nome di Manciukuò, guidato dall'ultimo imperatore cinese, Pu Yi. Secondo i piani dello stato maggiore giapponese, la maggioranza han avrebbe dovuto essere gradualmente sostituita sia dai manciù sia da coloni giapponesi, ma lo scoppio del conflitto tra Cina e Giappone nel 1937 impedì uno sviluppo armonioso del neonato Stato. Alla fine della seconda guerra mondiale, il territorio del Manciukuò fu annesso nuovamente allo Stato cinese.